# Intuition (Jamie Foxx)
Intuition è il terzo album discografico in studio del cantante e attore statunitense Jamie Foxx, pubblicato nel 2008. Ha venduto ad oggi circa 1.5 milioni di copie.

## Il disco
Il disco è stato pubblicato negli Stati Uniti, in Europa e Canada dalla J Records. Include diverse importanti collaborazioni come quelle con T.I., Ne-Yo, Kanye West, Fabolous, T-Pain e The-Dream.
Ben cinque sono stati i brani estratti dal disco e pubblicati come singoli: Just Like Me (novembre 2008), She Got Her Own (dicembre 2008), Blame It (gennaio 2009), I Don't Need It (maggio 2009, solo airplay) e Digital Girl (luglio 2009). L'album ha raggiunto la posizione numero 3 della classifica Billboard 200.

## Tracce
1. Just Like Me (feat. T.I.) – 3:28
2. I Don't Need It – 3:58
3. Number One (feat. Lil Wayne) – 5:02
4. Digital Girl (feat. Kanye West & The-Dream) – 4:47
5. Blame It (feat. T-Pain) – 4:50
6. She Got Her Own (con Ne-Yo & Fabolous) – 5:32
7. Intuition (Interlude) – 1:46
8. I Don't Know – 3:23
9. Weekend Lover – 4:13
10. Why – 4:53
11. Freak'in Me (feat. Marsha Ambrosius) – 3:46
12. Slow – 5:42
13. Rainman – 3:55
14. Overdose – 4:09
15. Love Brings Change (Bonus track) – 4:05
16. Cover Girl (feat. Lil' Kim) (iTunes bonus track) – 3:56
17. Street Walker (UK bonus track) – 4:24

## Classifiche
| Anno | Classifica       | Posizione raggiunta |
| ---- | ---------------- | ------------------- |
| 2008 | US Billboard 200 | 3                   |